# If You Don't Know Me By Now
If You Don't Know Me By Now är en låt skriven av Kenny Gamble och Leon Huff och ursprungligen inspelad av Harold Melvin & the Blue Notes år 1972. Det blev bandets första hitlåt.
Låten skrevs ursprungligen för Labelle, men de spelade aldrig in den. Även The Dells avböjde att spela in låten och till slut hamnade låten hos The Blue Notes, som spelade in den och låt Teddy Pendergrass sjunga den. Låten finns med på The Blue Notes debutalbum. 
Patti LaBelle började framföra låten live år 1982 och den ingår fortfarande i hennes repertoar. En liveversion av låten finns med på hennes album Patti från 1985.
En annan populär version av låten spelades in av det brittiska bandet Simply Red år 1989 och det är än idag deras största hit. Deras version spelas i filmen American Psycho.